# Davis Motomiya
Davis Motomiya (本宮 大輔?, Motomiya Daisuke) è il protagonista della seconda stagione dell'anime dedicato all'universo di Digimon, Digimon Adventure 02.
Il suo Digimon partner è Veemon. Ha una personalità estremamente testarda. Davis ha una sorella maggiore svampita e sempre allegra di nome Jun, che ha una cotta adolescenziale per Matt. È costretta però a ritirarsi dalla "competizione" quando scopre che lui prova qualcosa per Sora, ripiegando su uno dei fratelli maggiori di Joe, Shuu.
È doppiato in giapponese da Reiko Kiuchi in quasi tutti i media e da Fukujurō Katayama in Digimon Adventure: Last Evolution Kizuna e in italiano da Paola Majano, da Flavio Aquilone nel film e da Mosè Singh in Digimon Adventure: Last Evolution Kizuna.

## Digimon Adventure
Il 3 agosto 1999, Davis è tra i bambini catturati dai tirapiedi di Myotismon. In seguito a questo avvenimento, Davis diviene un Digiprescelto tre anni dopo.

## Digimon Adventure 02 - Saga dell'Imperatore Digimon
Davis eredita la qualifica di leader dei Digiprescelti dal suo mentore Tai e riceve gli occhiali da aviatore del suo idolo, praticamente un passaggio di consegne, quando rompe i propri durante la prima battaglia a Digiworld contro Monochromon. Anche se spesso si precipita a capofitto nelle cose e commette degli errori, il suo coraggio quando si trova ad affrontare difficoltà impressionanti non può essere negato. Non importa quanto la situazione possa essere disperata, Davis è sempre convinto che lui ed i suoi amici riusciranno a farcela in qualche modo. Non c'è certamente nessuno più adatto di Davis per ricevere il Digiuovo del Coraggio. Presto Davis ammette di non sapere cosa sia realmente l'amicizia, ma le sue successive azioni provano che in realtà lui è il solo meritevole del Digiuovo dell'Amicizia. Ha una certa somiglianza con Tai, cosa che TK nota la prima volta che lo vede.
Davis si mette sempre nei guai per la sua intensa gelosia verso chiunque veda come un possibile rivale per le attenzioni di Kari, primo dei quali è proprio TK, del quale inizialmente non ricorda nemmeno il nome, rivolgendoglisi in modo rude e ostile. Qualche tempo dopo, Davis gioca una partita di calcio contro il famoso Ken Ichijouji e gli infortuna la caviglia facendo una scivolata. Per vendicarsi, Ken (nei panni dell'Imperatore Digimon), lo costringe ad umiliarsi sotto la minaccia di far divorare gli altri Digiprescelti, tenuti in ostaggio da Deltamon. Tuttavia, i veri Digiprescelti (quelli "catturati" dall'Imperatore Digimon erano solo Bakemon travestiti) arrivano ad aiutare Davis, rivelando l'inganno. Ken giura di impossessarsi del mondo, ma Davis lo colpisce duramente in una colluttazione. Durante la lotta, il leader dei Digiprescelti riconosce un taglio familiare sulla gamba dell'Imperatore. Sconfitto, l'Imperatore rivela la sua vera identità, lasciando Davis sconvolto, e vola via.
Durante la battaglia finale contro Kimeramon, Davis prova a localizzare la sala motori della Fortezza dell'Imperatore e viene condotto lì da Wormmon, ugualmente determinato per salvare Ken da sé stesso. Davis scopre che la fonte di potere della base è il Digiuovo dei Miracoli, che il ragazzo usa per permettere a Veemon di armordigievolvere Magnamon. Quando Davis sblocca l'uovo, Veemon si accorge che al suo interno c'è una Digipietra, che più tardi si rivelerà essere la Digipietra della Bontà, di proprietà dello stesso Ken. Anche se Magnamon è molto potente, è solo quando Wormmon si sacrifica, conferendo la propria energia vitale al Digimon, che questo trova la forza per sconfiggere Kimeramon. Davis e gli altri riescono a far capire a Ken che i Digimon sono reali, dei veri e propri esseri viventi, non solo dati dentro un computer.

### Digimon Hurricane Touchdown!!/Supreme Evolution!! The Golden Digimentals
Quando riceve un messaggio di aiuto da parte di Kari, Davis si reca negli Stati Uniti con gli altri Digiprescelti per aiutare lei e TK. Mentre si recano sul posto, i tre incontrano Willis, un Digiprescelto del Colorado, il cui corrotto Digimon partner Kokomon è causa di molti problemi. Durante la battaglia con Kerpymon, Davis usa il Digiuovo dei Miracoli, ricreato temporaneamente da Seraphimon e Magnadramon insieme al Digiuovo del Destino, così da permettere a Magnamon di aiutare Terriermon a sconfiggere Kerpymon e a terminare il dolore di Kokomon.

## Digimon Adventure 02 - Saga di Myotismon
Davis è il primo dei nuovi Digiprescelti a vedere il suo Digimon partner digievolvere naturalmente e a simpatizzare con Ken. Tramite un duro lavoro, Davis riesce a convincere gli altri a perdonare Ken, anche se Cody ci mette un po' a farlo e rende quasi la squadra esposta al pericolo di BlackWarGreymon a causa di ciò. Il giorno di Natale (nella versione giapponese Davis propone di giocare a strip poker alla festa a casa di Ken) Davis si reca a New York per aiutare Mimi, Michael e gli altri Digiprescelti americani a combattere un Cherrymon al Rockfeller Center.
Il momento di gloria maggiore per Davis arriva nella battaglia finale contro MaloMyotismon. Davis è l'unico che sembra aver voglia di combattere ed ExVeemon, caricato dal coraggio e dalla determinazione di Davis, attacca MaloMyotismon, procurandogli dei danni. Mentre gli altri bambini sono intrappolati nei loro sogni, incapaci di lasciar andare i loro desideri, Davis è l'unico che sembra non risentirne. Al contrario, lui e le Digievoluzioni di Veemon si recano dai loro amici, riportandoli alla realtà. Ispirati dall'abilità di Davis di sfruttare il potere della dimensione in cui si trovano, i ragazzi si riprendono e sono nuovamente motivati a riprovare a battersi con il Digimon malvagio. Quando MaloMyotismon è curioso di sapere come Davis abbia fatto a liberarsi della sua illusione, il ragazzo rivela che quello è uno dei periodi più felici della sua vita e non desidera nient'altro, se non una cosa: distruggere MaloMyotismon. Davis elimina anche la fonte di potere di MaloMyotismon quando dice ai bambini infettati dal Seme delle Tenebre del suo sogno di diventare cuoco ed aprire un ristorante.
Nell'anno 2027, Davis realizza il suo sogno di aprire un ristorante ed ha molto successo. Ci sono filiali dei suoi ristoranti "Spaghetti, spaghetti, venite a prendere i vostri spaghetti" in tutto il mondo. La sua impresa gli conferisce un posto sulle copertine di riviste di tutto il mondo, Time compreso. È ricco, sposato ed ha un figlio, copia esatta del padre, che eredita gli occhiali di Tai e ha un DemiVeemon come Digimon partner.

### Diaboromon Strikes Back!
Tre anni dopo gli eventi di Our War Game!, il malvagio Diaboromon riprende il suo regno del terrore su Internet. Davis si sta recando all'allenamento di calcio quando Izzy lo contatta per informarlo della situazione, ma sulla strada il ragazzo incontra dei bambini che lo confondono con discorsi sulle meduse, non sapendo che i Kuramon stanno bioemergendo via e-mail. Così, quando Tai, Matt ed i loro Digimon si recano nel cyberspazio per combattere nuovamente Diaboromon, gli altri si impegnano a rintracciare i Kuramon. Ma quando Davis viene a sapere che Kari, TK ed i loro Digimon sono andati ad aiutare i rispettivi fratelli maggiori ed Omnimon, il ragazzo chiede di andare a sua volta. Tuttavia, il suo bisogno di entrare in azione fa parte del piano di vendetta di Diaboromon - l'intero sciame di Kuramon emerge dal Digivarco aperto da Yolei prima di recarsi alla Baia di Tokyo per fondersi in Armageddemon. Dopo che Imperialdramon Paladin Mode riesce a sconfiggere il mostro, i Digiprescelti usano i loro Digivice - mentre gli spettatori i loro telefoni cellulari - per catturare i Kuramon. Una volta terminato il lavoro, Davis ammette di essere stanchissimo, tanto che nella sigla di chiusura lo si vede dormire appoggiato ad una cassa insieme a Veemon, Ken e Wormmon.

### Michi e no Armor Shinka
Tentando di prendere della cioccolata dalle ragazze, Davis prova a cambiare la sua immagine per piacere loro di più. Prova prima ad impersonare Matt, ma non sa suonare il basso. Quindi imita Izzy, ma il suo modo di "aggiustare" i computer lascia Izzy sconvolto. Davis alla fine decide di usare la figura dell'Imperatore Digimon poiché alle ragazze sembra piacere il "ragazzaccio". Il problema, come i Digimon delle ragazze fanno notare, è che Davis è solo parole, così Veemon lo sgrida per fargli prendere provvedimenti estremi e farlo diventare crudele. Serve l'opera di convincimento di Ken ed il potere di Pucchiemon per fermare Davis dall'attaccare con riluttanza Veemon per entrare nel personaggio. Quando successivamente Pukumon entra in scena con un Obelisco di Controllo, Joe va a sbattere contro i nuovi Digiprescelti, facendo cadere e mischiando i loro D-Terminal. Davis, in qualche modo, si ritrova con quello di TK, permettendo a Veemon di armordigievolvere Sagittarimon. Nonostante impari un'importante lezione dalla terribile esperienza, Davis prova ancora invidia poiché non ha nessuna ragazza che impazzisca per lui. Davis, quindi, fa un patto con TK affinché quest'ultimo gli trovi una ragazza, a condizione che Davis faccia tutto ciò che lui gli chiede.

### Natsu e no Tobira
Secondo Drama-CD, "Natsu e no Tobira" avviene nell'estate del 2003, quando Davis e Veemon si recano in America per fare visita a Mimi e Willis. I tre finiscono però in una strana dimensione, molto rassomigliante a New York in pieno inverno. Nel freddo più totale, i tre incontrano una strana ragazza, che si affeziona immediatamente a Davis. Durante le presentazioni, la ragazza dice di non avere un nome e Davis la chiama "Piccola Nat".
Ma quando la Piccola Nat si rivela essere un Digimon, questa è costretta dalle "lucciole" a trasformarsi in una grossa e minacciosa creatura. Gli altri provano a fermare Davis dall'andare da lei, ma Davis fa notare loro che la Piccola Nat è solo molto sola e desidera un partner umano. La Piccola Nat quindi, si autodistrugge per evitare di fare del male a Davis. Davis è un po' rattristato, ma DemiVeemon gli ricorda che è lui il suo vero Digimon partner. Alla fine, il gruppo rinviene il Digiuovo della Piccola Nat.
Come rivelano Willis e Mimi, l'inverno era il risultato della solitudine della Piccola Nat mista ai rimpianti di Davis per aver perso un campionato di calcio di quartiere e per il suo eterno amore non corrisposto per Kari. In qualche modo, la Piccola Nat stava prendendo il posto di Kari come oggetto delle attenzioni di Davis, anche se lei stessa sapeva che ciò non sarebbe avvenuto.

### Digimon Adventure 02 Original Story 2003nen -Haru-
Nella traccia di Davis di questo drama audio, "Occhiali",  Davis riflette sul significato degli occhiali che Tai gli ha regalato, su ciò che simboleggiano e su che cosa forgia un buon leader.

## Digimon Adventure V-Tamer 01
Durante una delle battaglie combattute da bambino, Davis e gli altri nuovi Digiprescelti incontrano Parallelmon, che assorbe Kari, Yolei, Cody e TK e spedisce inavvertitamente Davis nel mondo di V-Tamer 01. Una volta lì, Davis incontra Taichi Yagami e Zeromaru. Inizialmente, Davis considera il Tai di quella dimensione nient'altro che un falso prima di essere salvato dall'attacco di Parallelmon. Una volta chiaritisi, i due lavorano insieme per salvare gli altri e sconfiggere Parallelmon. Kari e gli altri, intanto, cercano di aiutare Davis dall'interno del mostro, ricreando il Digiuovo dei Miracoli. Con il mostro distrutto, Davis ed i suoi amici ritornano alla loro continuity, ma non prima che Davis abbia mostrato tutta la sua gratitudine a Tai.

## Accoglienza
Secondo un sondaggio condotto da Manga Entertainment, Davis è risultato il nono personaggio preferito dagli utenti, ottenendo il 3% delle preferenze.